# Снежинский (Кемеровская область)
Сне́жинский — посёлок в Беловском районе Кемеровской области. Входит в состав Старопестеревского сельского поселения.

## География
Центральная часть населённого пункта расположена на высоте 221 метра над уровнем моря.

## Население
По данным Всероссийской переписи населения 2010 года, в посёлке Снежинский проживает 725 человек (347 мужчин, 378 женщин).

## Предприятия
ООО племенная птицефабрика «Снежинская»

### История
С 1997 по 2004 был центром Снежинского сельсовета.